# إدي هيزل
إدي هيزل (بالإنجليزية: Eddie Hazel)‏ هو عازف قيثارة أمريكي، ولد في 10 أبريل 1950 في بروكلين في الولايات المتحدة، وتوفي في 23 ديسمبر 1992 في بلينفيلد في الولايات المتحدة بسبب فشل الكبد.

## وصلات خارجية
- إدي هيزل على موقع IMDb (الإنجليزية)
- إدي هيزل على موقع ميوزك برينز (الإنجليزية)
- إدي هيزل على موقع أول ميوزيك (الإنجليزية)
- إدي هيزل على موقع ديسكوغز (الإنجليزية)